# Ischnura rubilio
Ischnura rubilio là một loài chuồn chuồn kim trong họ Coenagrionidae.
Ischnura rubilio được Selys miêu tả khoa học năm 1876.